# Boarmia proposita
Boarmia proposita är en fjärilsart som beskrevs av Walker 1860. Boarmia proposita ingår i släktet Boarmia och familjen mätare. Inga underarter finns listade i Catalogue of Life.